# Solbus Solcity 12
Solbus Solcity 12 — 12-метровий низькопідлоговий автобус, що випускається з 2008 року польським виробником автобусів Solbus. Принципово новий низькопідлоговий автобус, проектувався з 2007 року, побував на виставках Transexpo 2008 i Transexpo 2009. У наш час[коли?] більша частина використовується у містах Польщі. На базі Solcity 12 побудовано також повністю низькопідлоговий автобус Solbus Solcity 18. Основні переваги Solbus Solcity 12:
- кузов та каркас зроблено з неіржавкої сталі;
- високий моторесурс ходових частин;
- сучасний дизайн ззовні і зсередини;
- повністю низький рівень підлоги у салоні;
- наявність відкидної апарелі та можливість перевезення інвалідів у візках;
- наявність системи нахилу кузова ECAS;
- можливість встановлення кондиціонера;
- конвектори Eberspacher;
- високий рівень безпеки для пасажирів (див. опис);
- різні варіанти комплектації салону;
- на вибір пропонується щонайменше три моделі двигунів (один з яких газобалоновий);
- автоматична коробка передач від ZF чи Voith;
- модифікація з газобалоновим двигуном Cummins, США (Solcity 12 LNG) на метані.

## Опис моделі
Solbus Solcity 12 є низькопідлоговим міським автобусом, що випускається компанією Solbus, міських низькопідлогових автобусів компанія випускає небагато — його, Solcity 10,5 і Solcity 18, враховуючи і версії Solcity 12 i 18 LNG ( з газобалонним двигуном на метані). Solbus Solcity 12 є сучасною машиною, не гіршою від його «родича» з компанії Solaris Bus&Coach — Solaris Urbino 12, але з ним має мало спільного, і дизайн у них відрізняється (хоча риси схожості у цих двох автобусів є). Solcity 12 є міським автобусом, призначеним працювати на завантажених пасажиропотоках та перевозити великі маси пасажирів, при чому з комфортом. Solbus Solcity 12 є досить крупним автобусом, його довжина становить рівно 12 метрів, аналогічно Solaris Urbino 12. Кузов автобуса одноланковий, вагонного компонування; основним тримальним елементом у конструкції автобуса є каркас, що зроблений з труб з високоміцної сталі, повністю обробленої антикорозійним покриттям; у автобуса тримальний кузов (коли основним елементом тримальної конструкції є вже готовий «кістяк», а не рама); рама, однак, у автобуса усе одно є, вона інтегрована у кузов та виконує функцію зміцнення конструкції автобуса. Зовнішня обшивка кузова (боковин, даху, передка і задка) зроблена з листів тривкої неіржавкої сталі, що повністю оброблена антикорозійними емалями та забезпечує кузову досить високий ресурс роботи — у цьому випадку, не менше ніж 15 років. На відміну від Urbino 12, у автобуса кузов є цілком сталевим (у Urbino боковини були зроблені з дюралюмінієвих панелей, а даний сплав має властивість не іржавіти узагалі), однак ресурс роботи у нього також високий; передня та задня панелі автобуса мають склопластикове личкування.
Слід відмітити, що Solbus Solcity 12 є вельми симпатичним автобусом за дизайном його зовнішніх елементів, має сучасний дизайн ззовні. Передок автобуса є аналогічним лише Solcity 18, що побудований на його базі, а також 10,6 метровому Solbus Solcity 10,5, так передок є «оригінальним». Лобове скло автобуса є гнутим, безколірним, та заокругленим з боків, що стосується його розмірів, то склопакет трохи менший, за той, що у Соляріса, та лобове скло усе одно є панорамного типу. На даному автобусі застосовано багатошарове лобове скло триплекс, точніше це безсклакове лобове скло. Безсклакове, або безуламкове лобове скло являє собою багатошаровий склопакет, де скло (або декілька склеєних склопакетів) обклеєне з двох боків шаром еластичного та прозорого пластику, що має властивість утримувати уламки. Якщо від сильного пошкодження скло трісне, воно не розсиплеться саме за рахунок того, що його утримує пластик, і залишиться у масі. Розбиті уламки не розлітаються та утримаються у масі до повної заміни пошкодженого склопакету. Лобове скло автобуса також має високу стійкість і проти сильних лобових ударів, навіть якщо лобове скло і вилетить з віконної рами, усе одно не розкришиться за рахунок пластику, і буде лежати на землі «листом»; склопакет міцно тримається у віконній рамі за рахунок того, що вклеєний у каркас. Лобове скло автобуса також зроблено суцільним склопакетом і панорамного типу, що забезпечує хороший рівень контролю за ситуацією на дорозі. Застосовано склоочисники горизонтального типу, що розміщено один під одним, вони обладнані великими полотно-насадками, тому відчищають максимально можливу поверхню скла від бруду та опадів. У автобуса також може встановлюватися функція склоомивача, тобто миття скла водою або піною, з двох бачків, що знаходяться під личкуванням; склоочисники автобуса, як і у Соляріса, зроблено тришвидкісними, при чому у Solcity 12 вони зроблені виключно горизонтального типу, а у другому поколінні Solaris Urbino 12 вони паралелограмного типу. Світлотехніка на передку представлена 10 фарами та двома габаритними вогнями, розміщенням фар автобус дуже подібний до Соляріса, окрім того, що протитуманні вогні розміщено на бампері. Загалом, фари усі мають округлу форму, вони малого розміру, однак вони є досить потужними; фари оснащено лінзами, щоб збільшити їхню далекоглядність. Дві фари, що розміщено прямо під лобовим склом (щось подібне має МАЗ 203) відіграють кожна дві функції: показ повороту і освітлення; а самі фари у автобуса виглядають досить симпатично. Бампер у автобуса є практично непомітним, і не є чіткоокресленим по декоративних лініях на передку, на цьому «бампері» вмонтовано протитуманні вогні, що також оснащено лінзами для кращої далекоглядності фар. Також на бампері виділене місце для державного номера автобуса, який, на відміну від таких у тролейбусів якраз має бути; в принципі у автобуса може бути і парковий номер, однак явище паркових номерів є досить рідкісним, частіше ці автобуси їздять лише зі звичайними державними номерами. Емблема компанії Solbus на передку автобуса розміщена прямо посередині передньої панелі; вона чимось подібна до емблеми Solaris, тільки літера S не вигнута і зображена на чорному фоні. Окрім цієї емблеми, на передку може розміщуватися ще декілька позначок-іконок, що переважно присутні на цих автобусах. Дані іконки позначують зручності цього автобуса, наприклад, іконка з людиною у інвалідному візку на синьому фоні позначує те, що даний автобус пристосований для перевезення інвалідів у візках, та обладнаний усім необхідним для цього (низькопідлоговий повністю, широкі двері, кнілінг, пандус, спеціальний накопичувальний майданчик) — даний знак є абсолютно офіційним та є у Правилах дорожнього руху. Два інші знаки на передку автобуса є менш офіційними, однак також часто зустрічаються: іконка з людиною з паличкою вказує на те, що автобус є зручним для пенсіонерів, а іконка з дитячим візком на синьому фоні вказує на те, що автобус зручний для перевезення дитячих візків. Над лобовим склом автобуса розміщено верхній рейсовказівник, що представлений електронним табло блінкерного типу, з суцільним дисплеєм, що в принципі може працювати, як рухомий рядок; завдяки суцільному дисплею, інформація може бути показана у одному або двох рядках. Окрім переднього рейсовказівника, у автобуса вони присутні ще у двох місцях: ще один, також електронний вмонтований у праву боковину, а задній розміщено на задньому звисі, він малий та показує лише номер маршруту. Усі рейсовказівники є великими, електронними; контролюються з місця водія. Бокові дзеркала заднього виду автобуса сферичного типу, їх оснащено електропідігрівом, що необхідний для унеможливлення обмерзання бокових дзеркал заднього виду; дзеркала оснащено антибліковим покриттям, що є актуальним у сонячні дні. Дзеркала також можуть регулюватися вручну, повертатися і відсуватися; дзеркала закріплено на кузові за допомогою сталевих кронштейнів, і вони звішуються над місцем водія у стилі «вухо кролика».

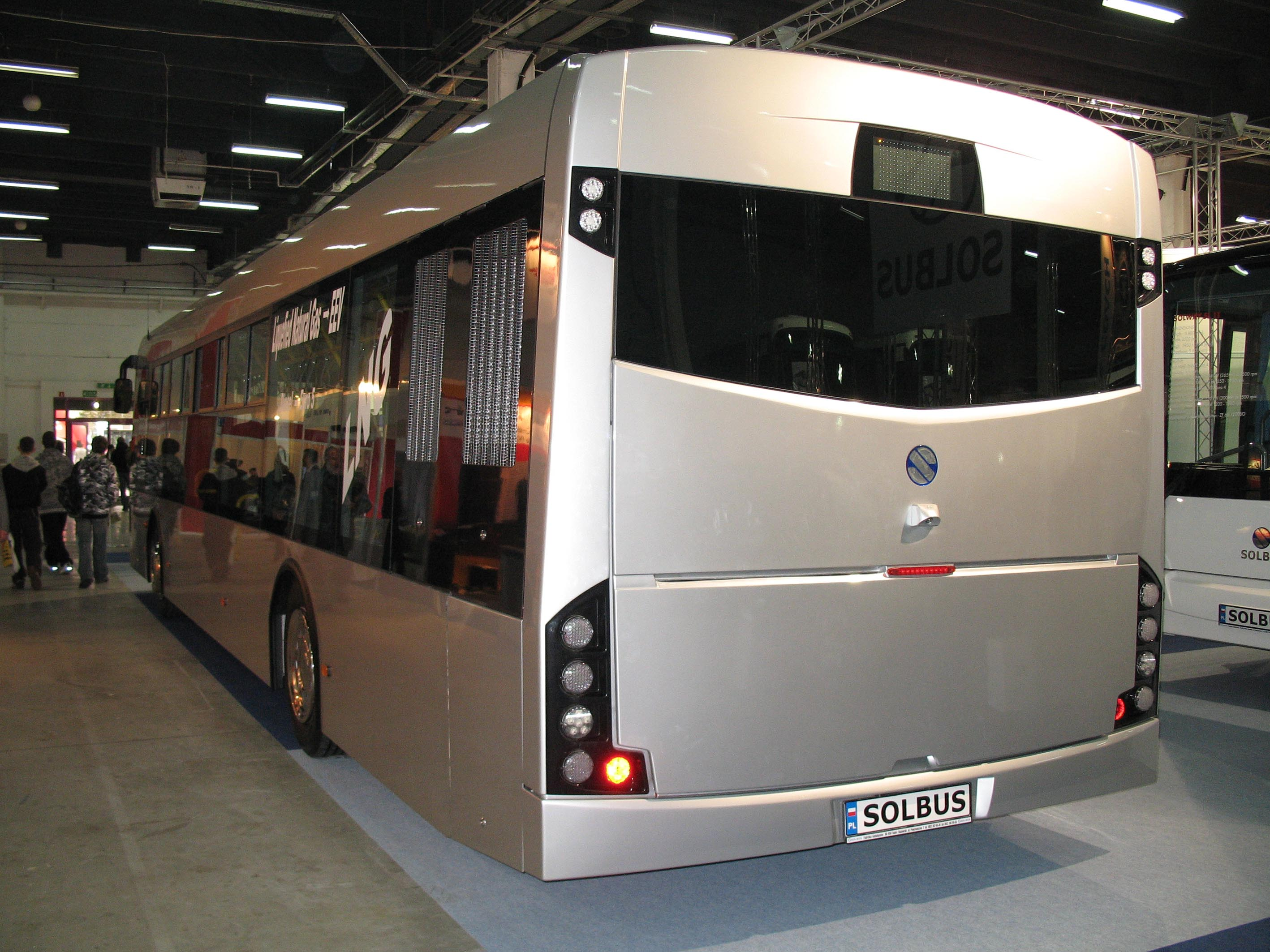
Задня панель Solcity 12

Задня панель автобуса також має досить сучасний дизайн, побудування задньої панелі, як і у передка — зроблено зі сталевих листів та облицьовано склопластиковою оболонкою; задні габаритні вогні обладнано лінзами; вельми цікавий факт, що задній рейсовказівник вмонтовано у кузов, а не поставлено у салоні; задній бампер, на відміну від переднього вже чіткий. Також на задній панелі можна помітити емблему Solbus. На боковині біля моторного відсіку можна помітити решітку — це повітрозабірник двигуна, що «забирає» повітря для його охолодження. Моторний відсік автобуса знаходиться на його задньому звисі, якщо вже говорити про мотор, яким комплектується автобус, то їх пропонується на вибір щонайменше три: IVECO F4AE3682E (дизельний чотиритактний, Італія); CUMMINS ISBe5 250B (дизельний чотиритактний, США) 3) CUMMINS ISLGeEV 320 (газобалонний чотиритактний на метані, США). Отже, на вибір пропонуються не тільки звичайні дизельні двигуни, а ще й газобалонний. Робота чотиритактного дизельного двигуна поділяється на такі етапи: у першому такті поршень іде вниз, а у циліндр надходить свіжа порція повітря через впускний клапан; у другому такті поршень іде вверх, стискаючи повітря приблизно у 16—17 разів; безпосередньо перед третім тактом у камеру згоряння надходить порція пального та впорскується у камеру через розпилювач форсунки; у третьому такті (поршень іде вниз) пальне згоряє, а енергія виходить (саме через це, цей такт ще зветься робочим); у четвертому такті відпрацьовані гази виходять через випускний клапан. Надалі чотиритактний цикл знову повторюється — через впускний клапан входить повітря, стискається, пальне входить, згоряє, вихлопні гази виходять. Двигун Solcity 12 працює на дизельному паливі, однак можливе і встановлення газобалонного двигуна, також чотиритактного зі схожим принципом дії, тільки замість дизеля застосовується метан, і газ стискається поршнем сильніше. Що стосується потужностей двигуна, то див. технічну характеристику, усі двигуни, що можуть встановлюватися на Solcity 12 є шестициліндровими. Місткість паливного бака автобуса становить 250 літрів (зроблений він, до речі, з неіржавкої сталі), у газобалонній версії балони з газом розміщені не на даху автобуса, а на задньому звисі. Що стосується екостандартам двигунів, то у Solbus Solcity 12 двигуни відповідають найвищим екологічним стандартам Euro-4 i Euro-5, хоч сам по собі, газобалонний двигун є менш «брудним», аніж дизельний. Слід відзначити, що і Соляріс також випускає міські автобуси з газобалонним двигунами на метані, до назви автобуса додається «CNG». Автобус Solbus Solcity 12 є двовісним автобусом, застосовано бездискову або дискову конструкцію коліс; тяговий міст автобуса — задній, тобто, автобус є «задньоприводним», коли момент кручення, що створюється мотором, передається на задні колеса, тому вони і є тяговими. Автобус комплектується переднім мостом від ZF (портального типу), а заднім від Voith (також портального типу). Передня підвіска автобуса незалежна, пневматична; задня залежна пневматична; підвіска автобуса також обладнана електронною системою пониження рівня підлоги,коли автобус акуратно присідає на праві півосі (може і на ліві, однак це непотрібно і незручно для входу пасажирів), знижуючи рівень входу на декілька сантиметрів. Дана система є досить доречною, наприклад, коли у автобус завозять великогабаритний вантаж або пасажира у інвалідному візку, адже автобус може присісти буквально до рівня тротуару. Гальмівна система автобуса виконана німецькою фірмою WABCO представлена такими компонентами:
- робоче гальмо (гальмо, яке приводиться у дію водієм натиском на педаль гальма, сповільнення регулюється і від сили натиску на педаль) — пневматична, двоконтурна система (розбиття на гальмівні контури по осі).
- стоянкова гальмівна система (це система для нерухомого утримання транспортного засобу під час зупинок, особливо актуальна на ухилах[1], зазвичай це ручний важіль) — представлена ручним важелем, що діє на гальмівні механізми тягового моста. Ручний важіль, щоправда невеликий і по формі більше схожий на джойстик.
- ABS — також у автобуса наявна антиблокувальна система ABS (Anti-lock Braking System), WABCO. ABS забезпечує керованість автобуса під час різкого або екстреного гальмування.
- ASR — у автобуса наявна антибуксувальна система ASR (DTC), вона потрібна для зчеплення (колеса) з дорожньою поверхнею та унеможливлення буксування, наприклад, на слизьких поверхнях (лід, мокра дорога).

У стандартній комплектації автобуса присутній електронний обмежувач швидкості руху автобуса.
До салону автобуса ведуть три двостулкові двері, поворотно-зсувного типу. Формула дверей визначається за кількістю стулок, починаючи з передньої, отож формула дверей у нього 2—2—2. Автобус також багато виграє від того, що усі стулки дверей (і передніх також) призначено для входу та виходу пасажирів (водійську кабіну «урізано», про це детальніше у описі салону автобуса). Слід також відзначити, що дверні відсіки зроблені повністю безпечними: склопакети, що влаштовано у корпус дверних відсіків є дуже міцними, і крім цього безуламковими, тобто вони не розіб'ються і не розлетяться за рахунок того, що їх утримує шар пластмаси з кожного боку. Крім цього, слід зауважити, що склопакети, навіть вклеєні на дверних стулках є також тонованими. У автобуса наявна система протизатиску пасажирів, тобто, якщо двері наткнуться на пасажира, то вони миттєво відійдуть на їхню попередню позицію (тобто відкриті або закриті), при чому без команди водія. Тут є іще одна цікава деталь: якщо двері не будуть до кінця зачинено, або відчинено повністю — автобус не зможе зрушити з місця, оскільки тут є система «повітряного ключа», що блокує рух автобуса з відчиненими дверима, і автобус не поїде, оскільки вжито стоянкове гальмо (діє на гальмівні механізми задніх коліс). Слід також зазначити, що у Solcity 12 також дуже широкі входи, такі, що двоє людей одночасно легко можуть зайти. Ще щодо дверей, слід відмітити, що три двері є у стандартній комплектації, можуть випускатися і дводверні з відсутніми середніми або задніми дверима. Solbus Solcity 12 окрім усіх вищеописаних зручностей, має повністю низький рівень підлоги «від бампера до бампера», висота салону на усіх входах становить лише 32 сантиметри, навіть менше, ніж у Соляріса (у якого рівень підлоги у салоні становить 34—35 сантиметрів). Низький рівень підлоги у салоні забезпечує: швидкий вхід та вихід пасажирів з та до салону, тобто, пришвидшений пасажирообіг, зручність для усіх пасажирів, у тому числі пенсіонерів і маломобільних людей; можливість перевезення інвалідів у візках; а також дитячих візочків без зайвих проблем, як-от подолання сходинок до салону. Окрім низького рівня підлоги, автобус наділено системою нахилу кузова ECAS «kneeling», що дає змогу автобусу присісти на праві півосі, зменшуючи рівень входу у автобус на декілька сантиметрів, Solbus Solcity 12 за необхідністю може присідати буквально до рівня тротуару.

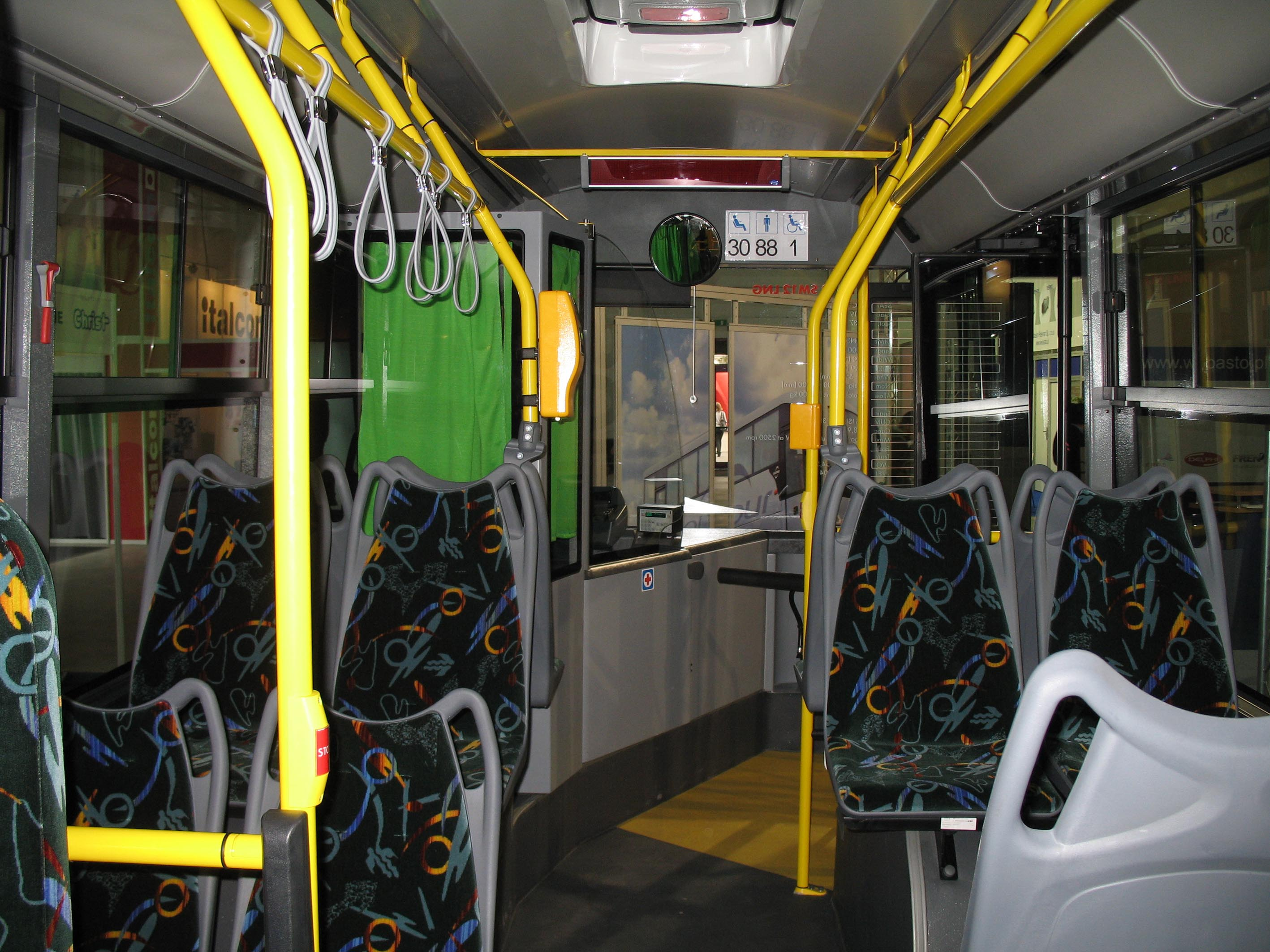
Вид на передню частину салону автобуса

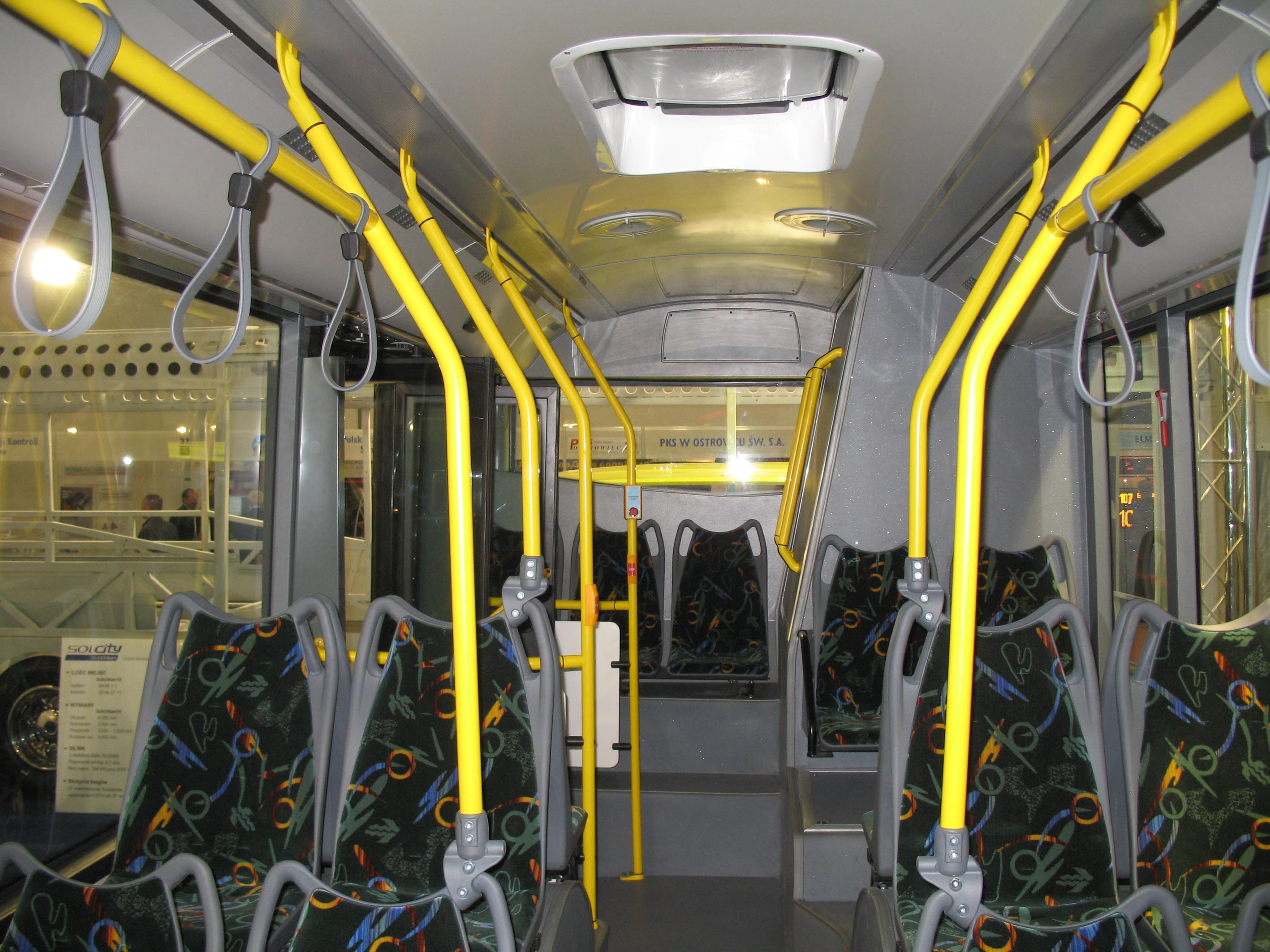
Вид на задню частину салону автобуса

Салон автобуса виконано у світлих кольорах і досить сучасно, з такими елементами, як гнуті поручні, або електронний годинник. Обробка салону виконана зі склопластикових панелей сірого кольору, не зважаючи на таке забарвлення, інтер'єр автобуса є дуже світлим. Личкування салону автобуса, до речі, виготовлена з негорючої пластмаси, що значно підвищує пожежобезпечність автобуса, а полум'я до салону практично не проб'ється, і автобус горітиме набагато довше. Підлога автобуса виконана з неслизького лінолеумного покриття, що оздоблена декоративними блискітками; на невеликих підвищеннях у салоні (на задньому звисі, колісних арках) покриття виконується з окремих листів лінолеуму. Поручні автобуса зроблено з тонкої труби з високоміцної сталі, і оброблено полімерною фарбою для кращої стійкості проти корозії; зазвичай, поручні автобуса мають яскраво-жовте забарвлення. Вертикальні поручні автобуса розміщено у достатній кількості біля майже кожного ряду з сидіннями, а також на накопичувальному майданчику. Вертикальні поручні мають таку особливість, як те, що у верхній частині конструкції, труба плавно вигинається — така особливість не є виробничим браком, це лише такий елементи дизайну. Вертикальні поручні зверху кріпляться до стелі салону. а знизу можуть кріпитися або до підлоги салону, або до самих сидячих місць, поблизу яких їх прикріплено, вони кріпляться прямо до пластмасових ручок сидінь, за які можуть триматися стоячі пасажири, не зважаючи на таке кріплення, вони тримаються дуже міцно. На деяких вертикальних поручнях також розміщено кнопки виклику до водія, що подають у кабіні звуковий сигнал, як тільки втискається кнопка; також слід зауважити, що на деяких поручнях розміщено електронні компостирувальні апарати, що потрібні для пробиття талонів (у передній частині салону). Вертикальні поручні з'єднано з горизонтальними за допомогою сталевих кронштейнів, а поручні зшиваються один з одним (вертикальний з горизонтальним) за допомогою гвинтів. Горизонтальні поручні зроблено також тонкими, на відміну від вертикальних, не є вигнутими, а є прямим, їх розміщено у два ряди з правої та лівої частини салону, щоправда вони тягнуться не по усій довжині, а «обриваються» ще перед задніми дверима; оскільки їх розміщено досить високо, горизонтальні поручні обладнуються великою кількістю підвісних ручок, що можуть бути зроблені з каучуку або з пластмаси. Окрім цих, у салоні є ще декілька поручнів: на дверях, і ще два розміщено у задній частині салону, біля «шафи» моторного відсіку, що виступає до салону. Сидіння автобуса виконано напівм'якого типу і роздільними (хоча поставлено переважно попарно); корпус сидінь зроблено з пластмаси (звичайно «кістяк» є металевим) сірого кольору, а подушки і спинки обшито синтетичною тканиною, повністю обшито, тканина сидінь автобуса може бути розмальованою по різному та мати різний колір (переважно з різнокольоровими малюнками на чорному фоні). Слід відзначити таку особливість сидінь, що їх обшивка зроблена з негорючого волокна, що також відома як негорюча, або антивандальна тканина. Ручки, за які б трималися стоячі пасажири, зроблено також пластмасовими, на деякі з них кріпляться поручні вертикального типу, що скріплюється з ручками за допомогою кронштейнів, зроблених зі сталі. У салоні сидіння розміщено попарно переважно усі (бувають різні комплектації); також у Solcity 12 відсутня така вада, як вузький прохід між рядами сидінь — якраз навпаки, він є досить широким. Сидіння, що розміщено біля колісних арок, або безпосередньо на них, розвернуті торцем одне до одного (ті, що ззаду колісної арки, оскільки на одній колісній арці може поміститися їх 4 штуки). Розміщення сидінь у автобусі є загалом вдалим, а що найважливіше — зберігається широкий прохід між рядами, тому по салону неважко ходити. Є у сидячих місць іще одна особливість: попереду сидінь, що розміщено перед дверними отворами, розташовано пластмасові турнікети, які захищають ноги пасажирів від можливого затиску дверима; даний елемент безпеки присутній, не зважаючи на те, що система протизащемлення у автобуса також наявна. Що стосується кількості сидінь, то ця цифра залежить від комплектації автобуса, і у салоні Solbus Solcity 12 може розміщуватися від 27 до 37 сидячих місць; що стосується загальної місткості автобуса, то як на свої метри (12,00) автобус є дуже містким, і його нормальна пасажиромісткість становить до 120 пасажирів, а дана цифра у годину-пік може бути перевищеною.
Автобус Solbus Solcity 12 є низькопідлоговим автобусом, тому він є обладнаним для перевезення пасажирів у інвалідних візках та обладнаний усім необхідним для цього. Solcity 12 є повністю низькопідлоговим, від початку до кінця; підвіска автобуса оснащена системою кнілінгу ECAS, що дозволяє автобусові присісти на праві півосі для безперешкодного в'їзду інвалідного візка у салон. Навпроти середніх дверей розміщено відкидну апарель, що складається та розкладається вручну, апарель зроблено зі сталі, вона може витримувати доволі серйозні навантаження. Навпроти середні дверей розміщено накопичувальний майданчик, на якому немає жодного сидячого місця — цей майданчик призначений якраз для розміщення там інвалідного візка. На такому майданчику є одна цікава деталь: турнікет з м'якою обшивкою, що ззовні виглядає сидіння, тільки без подушки; попри певні хибні уявлення, що він розкладний, його функція дещо інша: утримувати інвалідний візок — візочок підвозять спинкою до нього і закріпляють його за допомогою кріплення (найчастіше, це ремінь). Автобус, однак, може перевозити і дитячі візки (про це свідчить іконка біля середніх дверей, що також може бути присутня на лобовому склі або на кузові, на передку). Бокові вікна автобуса також зроблено безуламковими, для комфорту пасажирів, бокові вікна зроблено дуже високими («панорамного» типу), а також тонованими; усі бокові склопакети, як і лобове є безуламковими. У Solcity 12 досить добре розвинена система вентиляції, що представлена широкими і великими зсувними кватирками на бокових вікнах, двома відкидними люками на стелі салону; як додаткова опція, у автобуса може встановлюватися кондиціонер. Що стосується системи опалення, то у салоні встановлено кілька повітряних конвекторів, що є досить ефективними у холодну погоду. Освітлення у салоні відбувається за допомогою двох рядів плафонових світильників, що розміщено на стелі салону. У салону автобуса є ще одна особливість — на стелі біля місця водія розміщено цифрове табло, що показує дату, час та рейс. 

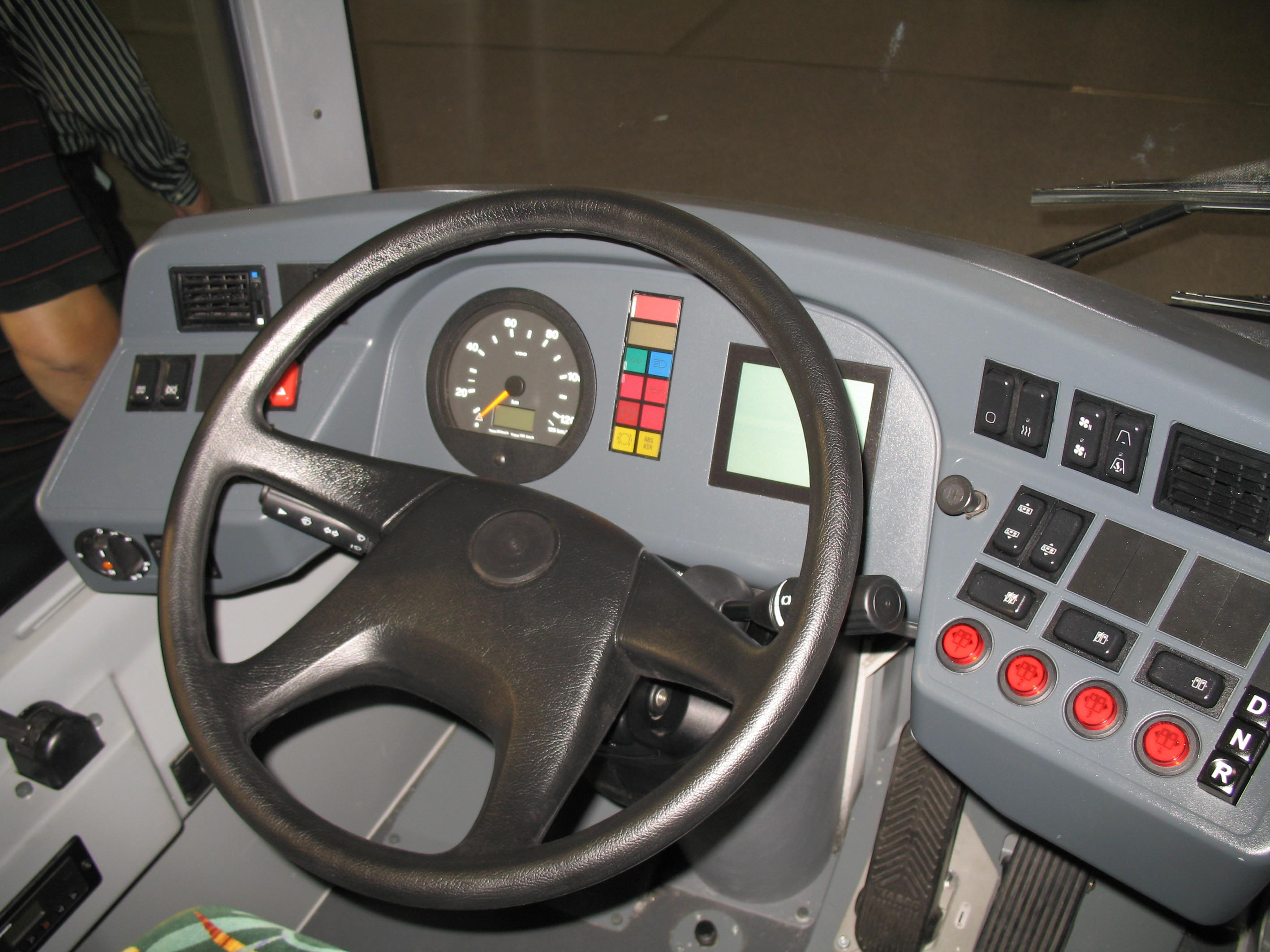
Приборна панель Solbus Solcity 12

Кабіна водія автобуса закритого типу, та відгороджена суцільною перегородкою від салону, однак це не означає, що передня стулка передніх дверей виділена для входу та виходу водія з чи до автобусу: перегородка вигнута і закінчується ще до дверного отвору, дана конструктивна особливість збільшує місткість автобуса (на кілька посадочних місць) і дозволяє залишити дві стулки передніх дверей залишити для входу пасажирів; це має ще одну перевагу: значно зменшиться накопичення пасажирів на передньому майданчику через вузькі передні двері. Місце водія зроблено з сучасним дизайном, а кабіна, не зважаючи на те, що трохи урізана, лишається просторою; слід зазначити, що у перегородки дуже велика площа скління, також тонованого; щоправда і це скло не є суцільним. Приладова панель автобуса зроблена напівкруглою, що забезпечує швидкий доступ до усіх необхідних клавіш при керуванні автобусом; приладова панель виготовлена з пластмаси, та пофарбована у сірий колір; варто зауважити, що не тільки кермо, а і увесь приладовий щиток має властивість регулюватися по висоті, як це буде зручніше для водія автобуса. На приладовій панелі з правої сторони знаходиться клавіша з намальованим кермом, що включає бортовий комп'ютер, як і усю приладову панель. З правої частини приладової панелі знаходяться клавіші відкриття та закриття дверей (червоного кольору та округлої форми), також там розміщено клавіші керування АКПП: у автобуса якраз автоматична коробка передач, також на правій частині приладової панелі розміщено клавіші регулювання опаленням та вентиляцією на водійському місці; також там наявний один боковий вентиляційний отвір. З лівої сторони приладової панелі розміщено клавішу аварійної сигналізації (вона червона), також там розміщено ще один боковий вентиляційний отвір а також перемикач включення та виключення фар та габаритних вогнів. Посередині приладової панелі, розміщено показникові прилади, щоправда їх лишилося нецифровими вже небагато, точніше лишень один спідометр. Спідометр автобуса німецького виробництва, відомої фірми VDO, з великим циферблатом, та оцифрований до 125 км/год (хоча такої швидкості автобус не набере через те, що він міський, де таку швидкість, звичайно недозволено розвивати, по-друге максимальна швидкість автобуса менше даної цифри, якщо точно, то 90 км/год; а по-третє, у стандартній комплектації Solbus Solcity 12, вже присутній електронний обмежувач швидкості, Maximal Speed Control, MSC, що не дозволяє автобусу розвинути швидкість, вище ніж встановлено у обмежувачі); спідометр також має електронний одометр, що потрібен для визначення пробігу автобуса. Справа на центральній частині приладового щитка розміщено бортовий комп'ютер, що контролює усі сигнали від клавіш: це дуже хитра система, коли сигнал від клавіші (наприклад, відкриття дверей) спершу йде до цього комп'ютера, а вже потім до пневматики дверей; також на цьому комп'ютері наявні покази індикатору температури розігріву двигуна, показники рівня пального; також присутня схема, що показує, чи усі двері закрито; також там є покази часу і температури за бортом автобуса. Посередині між спідометром та бортовим комп'ютером, наявний блок індикаторів, що показує, які з функції включено, індикатори виконано у різних кольорах, і вони показують різні функції, наприклад, чи включено протитуманні вогні, або чи включено ABS i ASR, про низький рівень пального або масла тощо. Оскільки з лівого боку двері для входу та виходу немає, там влаштовано допоміжну панель, на якій розміщено джойстик ручного гальма (він на важіль, які були колись дуже мало схожий, і тим більше не вимагає зусиль, щоб привести у дію, у той час як на старих автобусах цей важіль був жорсткішим); також там розміщено радіо і ще декілька органів керування. Як вже було згадано вище, кермо може регулюватися разом з усією приладовою панеллю по висоті, як водієві це буде зручніше. Кермовий механізм зроблено німецькою фірмою ZF, кермова колонка оснащена гідропідсилювачем, що значно полегшує керування автобусом. У кермовій колонці влаштовано замок запалювання, що власне, і заводить мотор автобуса; окрім цього, у кермовій колонці розміщені два підкермові важелі, що виконують декілька функцій, наприклад, покази поворотів, вмикання склоочисників, клаксон, підморгування фарами. Крісло водія зроблено комфортним, воно оздоблено підголівником, а також може регулюватися по висоті; має регульовану спинку, крісло, як і ті, що у салоні покрито синтетичною тканиною. Керування рухом автобуса відбувається за допомогою двох керівних педалей: акселератора і гальма, обидві педалі розміщено справа від кермової колонки, вони зроблені німецькою фірмою WABCO, вони зроблені з узорами, щоб нога не ковзала по педалі. Там, де мало бути зчеплення, зроблено невеликий виступ для зручності — а ні зчеплення, ні важеля перемикання передач немає, оскільки у автобуса автоматична коробка передач від Voith або ZF. Зліва від водія розміщено зсувну кватирку, у кабіні водія є окремий повітряний конвектор. У кабіні водія також розміщено аптечку і вогнегасник; також наявне дзеркало огляду салону незвичної округлої форми..

## Переваги моделі Solbus Solcity 12

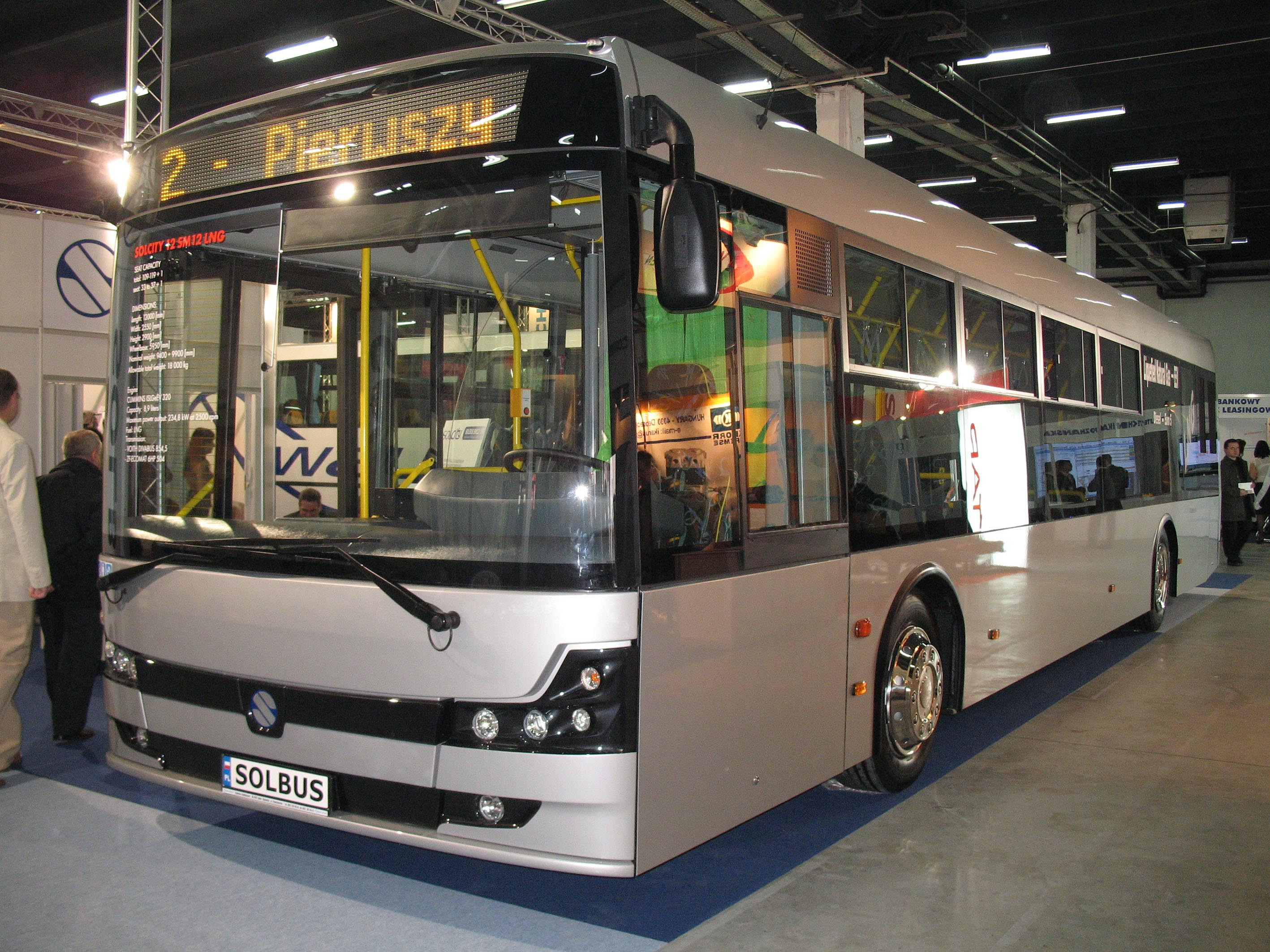

Solbus Solcity 12 є сучасним європейським автобусом, зробленим з новітнім дизайном та багатьма європейськими компонентами. Варто відмітити сучасний дизайн автобуса, кузов якого зроблено з неіржавкої сталі. Автобус є досить симпатичним з десятком фар на передку, панорамним лобовим склом, а також «вухастими» боковими дзеркалами заднього виду. Оснащуються блінкерним електронним табло спереду, де одне на боковині і одне ззаду; автобус є трохи схожим на автобуси з лінійки Solaris Urbino — також виробництва польського виробника автобусів Solaris Bus&Coach.
Стосовно своїх компонентів, то автобус має декілька альтернативних варіантів щодо їх вибору: наприклад, на вибір пропонуються щонайменше 3 моделі двигунів, з яких є і газобалонні. Автобус має і свою газобалонну версію Solbus Solcity 12 LNG, що має газобалонний двигун, і балони з метаном у задньому звисі (хоча такі часто монтуються на дахові кузова); газобалонний двигун є менш брудним за дизельний, а у Solcity 12 він відповідає екологічним нормам Euro-5, введеним лише у 2009 році; інші двигуни на вибір також відповідають екологічним нормам Euro-4 i Euro-5.
Салон автобуса також виконано з багатьма зручностями, серед яких є і можливість встановлення кондиціонера. Автобус повністю низькопідлоговим (висота підлоги на усіх входах 32 сантиметри), що значно допоможе пришвидшити пасажиропотік; автобус також обладнаний відкидною апареллю для в'їзду інвалідних або дитячих візків. Підвіска обладнана системою нахилу кузова кнілінг, завдяки чому автобус може присідати буквально до рівня тротуару.
У автобуса є ряд переваг, що включають у себе підвищену безпеку для пасажирів. Автобус не зрушить з місця з незачиненими дверима, а двері оснащено системою протизатиску пасажирів. Личкувальні матеріалі салону зроблено з негорючої пластмаси, а тканина на сидіннях зроблена з негорючого волокна. Біля дверей встановлено турнікети, що запобігають затиску ніг пасажирів, що сидять біля дверей (хоча і система протизатиску також є). Автобус укомплектовано системами ABS i ASR, усі склопакети у автобусі є безскалковими. Аби автобус не перевищував дозволену швидкість руху, автобус укомплектовано обмежувачем швидкості руху.

## Технічні характеристики
| Технічна характеристика Solbus Solcity 12      | Технічна характеристика Solbus Solcity 12                                               |
| ---------------------------------------------- | --------------------------------------------------------------------------------------- |
| Загальні дані                                  |                                                                                         |
| Модель                                         | Solbus Solcity 12                                                                       |
| Клас                                           | міський автобус великого класу                                                          |
| Виробник                                       | Solbus, Польща                                                                          |
| Випускається з, рік                            | 2008                                                                                    |
| Кількість випущених екземплярів                | >10                                                                                     |
| Інші назви                                     | Solbus Solcity SM12                                                                     |
| Модифікації                                    | Solbus Solcity 12 LNG                                                                   |
| Кузов                                          |                                                                                         |
| Кузов (загальне описання)                      | одноланкового типу, вагонного компонування, тримальний інтегрований з рамою             |
| Каркас кузова                                  | зроблено з труб з неіржавкої сталі                                                      |
| Зовнішня обшивка                               | листи неіржавкої сталі; передок і задок облицьовано склолпастиком                       |
| Габаритні розміри                              |                                                                                         |
| Довжина, мм                                    | 12000                                                                                   |
| Ширина, мм                                     | 2550                                                                                    |
| Висота, мм                                     | 2900                                                                                    |
| Передній звис, мм                              | 2700                                                                                    |
| Задній звис, мм                                |                                                                                         |
| Поворотний діаметр, не менше                   |                                                                                         |
| Колісна база, мм                               | 5950                                                                                    |
| Дорожній просвіт, мм                           | 270                                                                                     |
| Кут з'їзду/виїзду, °                           | 7/7                                                                                     |
| Споряджена маса, кг                            | 9400—9900                                                                               |
| Максимальна технічна маса, кг                  | 18000                                                                                   |
| Елементи ззовні                                |                                                                                         |
| Світлотехніка (передок)                        | 10 фар (2 протитуманні+поворотні)                                                       |
| Бампер (передній)                              | заварний, нечіткоокреслений                                                             |
| Маршрутовказівники                             | електронні табло з різними функціями (детальніше у описанні моделі)                     |
| Лобове скло                                    | панорамне, безуламкове                                                                  |
| Склоочисники                                   | тришвидкісні + склоомивачі                                                              |
| Бокові дзеркала заднього виду                  | сферичні з електропідігрівом та антибліковим покриттям                                  |
| Розташування двигуна                           | в задньому звисі                                                                        |
| Шасі                                           |                                                                                         |
| Передня вісь                                   | ZF RL 75EC (портального типу)                                                           |
| Тягова вісь (задня), модель                    | VOITH SRA132DC80 (портального типу)                                                     |
| Робоче гальмо                                  | пневматичне двоконтурне                                                                 |
| Стоянкове гальмо                               | ручний важіль                                                                           |
| ABS                                            | наявна                                                                                  |
| ASR                                            | наявна                                                                                  |
| Колеса                                         | 275/80R×22.5 (бездискова конструкція)                                                   |
| Осі, штук                                      | двовісний (4×2)                                                                         |
| Тяговий міст                                   | задній                                                                                  |
| Передня підвіска                               | незалежна пневматична                                                                   |
| Задня підвіска                                 | залежна пневматична                                                                     |
| Система кнілінгу                               | наявна                                                                                  |
| Висота підлоги, см                             | 32 (передня частина→задня частина)                                                      |
| Підвищення/пониження рівня підлоги на, см      | ?                                                                                       |
| Салон                                          |                                                                                         |
| Кількість дверей і тип                         | 2/3 двостулкові (одні з них можливі одностулкові) поворотно-зсувного типу               |
| Формула дверей                                 | 2—2—2 2—2—0 2—0—2                                                                       |
| Аварійне відкриття дверей                      | кнопки біля дверей ззовні і над приводом усередині                                      |
| Система протизатиску пасажирів                 | наявна                                                                                  |
| Система повітряного ключа                      | наявна                                                                                  |
| Пандус для в'їзду інвалідних візків            | відкидна рампа відсувається і зсувається механічно                                      |
| Розташування пандуса                           | 2 (середні) двері                                                                       |
| Поручні                                        | з тонкої сталевої труби                                                                 |
| Сидіння                                        | напівм'які роздільного типу                                                             |
| Кількість сидінь                               | 27—37 (залежно від замовлення та встановлення іншого обладнання)                        |
| Висота салону, см                              | 237 сантиметрів                                                                         |
| Система компостування квитків                  | електронні апарати на поручнях                                                          |
| Освітлення у салоні                            | плафонові світильники на даху                                                           |
| Вентиляція у салоні                            | через зсувні кватирки; 2 люки на стелі; кондиціонер (опція)                             |
| Бокові вікна                                   | тоновані чорним відтінком                                                               |
| Опалення у салоні                              | 3 конвектори-опалювачі на 2 швидкості кожен                                             |
| Пасажиромісткість салону, чол                  | 105—120 (залежно від спорядження)                                                       |
| Місце водія                                    |                                                                                         |
| Кабіна водія                                   | відокремлена перегородкою від салону                                                    |
| Освітлення у кабіні                            | кожен з показникових приладів і один плафоновий світильник                              |
| Вентиляція у кабіні                            | через вентилятор і зсувну кватирку                                                      |
| Крісло водія                                   | м'яке на пневмопідвісці; регулюється в глибину і у висоту, регульована спинка           |
| Приладова панель                               | у формі напівкруга з твердого пластику                                                  |
| Кермова система                                | ZF 8098 Servocom                                                                        |
| Педалі                                         | Wabco, 2шт                                                                              |
| Коробка передач                                | VOITH DIVABUS 854,5 ZF ECOMAT 6HP 504                                                   |
| Число ступенів КПП                             | 6/1                                                                                     |
| Тип КПП                                        | автоматична                                                                             |
| Двигун і динамічні характеристики              |                                                                                         |
| Тип палива                                     | дизель, метан                                                                           |
| Марка двигуна (для конкретно цієї модифікації) | 1) IVECO F4AE3682E (Diesel) 2) CUMMINS ISBe5 250B (Diesel) 3) CUMMINS ISLGeEV 320 (CNG) |
| Потужність, кіловат                            | 1) 194 2) 184 3) 234                                                                    |
| Цикл                                           | чотиритактний                                                                           |
| Місткість паливного бака, літри                | 250                                                                                     |
| Паливний бак, зроблено з                       | з неіржавкої сталі                                                                      |
| Відповідність нормам щодо викидів              | Euro-4, Euro-5                                                                          |
| Максимальна швидкість руху, км/год             | 90 (обмежувач)                                                                          |